# Michael Sobek
Michael Sobek (* 20. Oktober 1944) ist ein ehemaliger deutscher Fußballspieler, der in den 1960er und 1970er Jahren in Ost-Berlin im Zweitligafußball aktiv war. 

## Sportliche Laufbahn
Die Nachwuchsabteilungen des ASK Vorwärts Berlin, der Betriebssportgemeinschaft (BSG) SG Weißensee und des SC Dynamo Berlin waren die ersten Stationen der Fußballerlaufbahn von Michael Sobek. 1965 wechselte der 21-jährige Sobek von der SC-Dynamo-Reserve zum zweitklassigen DDR-Ligisten SG Dynamo Hohenschönhausen. Dort wurde er in der Saison 1965/66 sofort in der Ligamannschaft eingesetzt und bestritt 21 der 30 Punktspiele. Als Linksaußenstürmer erzielte er dabei jedoch nur drei Tore. Nach der Saison wurde die Fußballsektion der SG dem neu gegründeten BFC Dynamo als 2. Mannschaft eingegliedert und übernahm den Platz in der drittklassigen Ost-Berliner Stadtliga. Der BFC II wurde mit Sobek 1967 zwar Stadtmeister, konnte aber nicht aufsteigen, da die 1. Mannschaft des BFC in die DDR-Liga abgestiegen war. 1968 verteidigte der BFC II den Meistertitel, und über die Aufstiegsrunde gelang die Qualifikation für die DDR-Liga. In den nächsten beiden Spielzeiten war Sobek beim BFC II Stammspieler, in den 60 ausgetragenen Ligaspielen fehlte er nur 1969/70 in einer Partie. 1970/71 wurde er in den 26 ausgetragenen Ligaspielen nur zwölfmal eingesetzt, war aber mit vier Toren erfolgreich.   
Zur Saison 1971/72 wechselte Sobek zum Ligakonkurrenten EAB Lichtenberg 47. Auch dort wurde er in den ersten beiden Spielzeiten Stammspieler und wurde 1972 mit sechs und 1973 mit zehn Treffern Torschützenkönig der Lichtenberger. In den folgenden Spielzeiten trat der Dreißigjährige kürzer und kam in den bis 1976/77 ausgetragenen 88 DDR-Liga-Spielen nur in 45 Begegnungen zum Einsatz. Von der Saison 1974/75 an trainierte Sobek seine Mannschaft auch als Übungsleiter. 1979/77 stiegen die Lichtenberger aus der DDR-Liga ab. Anschließend verabschiedete sich Michael Sobek nach zehn DDR-Liga-Spielzeiten als Leistungsfußballer. Er konnte auf 162 Einsätze in der zweithöchsten Spielklasse zurückblicken, in denen er 38-mal zum Torerfolg kam. 